# Божуриште
Божу́риште (болг. Божурище) — місто в Софійській області Болгарії. Адміністративний центр общини Божуриште.

## Населення
За даними перепису населення 2011 року у місті проживали 5619 осіб.
Національний склад населення міста:
| Національність   | Кількість осіб | Відсоток |
| ---------------- | -------------- | -------- |
| болгари          | 5273           | 98,2%    |
| цигани           | 42             | 0,8%     |
| турки            | 22             | 0,4%     |
| інша             | 19             | 0,4%     |
| не визначились   | 15             | 0,3%     |
| Всього відповіли | 5371           |          |

Розподіл населення за віком у 2011 році:
Динаміка населення:

## Пам'ятки
У місті є церква Святої Трійці Болгарської Православної Церкви.